# Okrug Trenčín
Okrug Trenčín (slovački: Okres Trenčín) nalazi se u zapadnoj Slovačkoj u  Trenčínskom kraju. Na sjeveru okruga graniči s Češkom. U okrugu živi 113 208 stanovnika, dok je gustoća naseljenosti 167,76 stan/km². Ukupna površina okruga je 674,81 km². Glavni grad okruga Trenčín je istoimeni grad Trenčín s 54 130 stanovnika, koji je i središte Trenčínskog kraja.

## Stanovništvo
| Godina:     | 1994.   | 2004.   | 2014.   | 2024.   |
| ----------- | ------- | ------- | ------- | ------- |
| Broj ljudi: | 113 057 | 112 515 | 113 863 | 113 208 |
| Razlika:    |         | −0,47 % | +1,19 % | −0,57 % |

| Godina:     | 2023.   | 2024.   |
| ----------- | ------- | ------- |
| Broj ljudi: | 113 225 | 113 208 |
| Razlika:    |         | −0,01 % |

## Gradovi
- Nemšová
- Trenčianske Teplice
- Trenčín

## Općine
| - Adamovské Kochanovce - Bobot - Dolná Poruba - Dolná Súča - Drietoma - Dubodiel - Horná Súča - Horňany - Horné Srnie - Hrabovka - Chocholná-Velčice - Ivanovce |  | - Kostolná-Záriečie - Krivosúd-Bodovka - Melčice-Lieskové - Mníchova Lehota - Motešice - Neporadza - Omšenie - Opatovce - Petrova Lehota - Selec - Skalka nad Váhom |  | - Soblahov - Svinná - Štvrtok - Trenčianska Teplá - Trenčianska Turná - Trenčianske Jastrabie - Trenčianske Mitice - Trenčianske Stankovce - Veľká Hradná - Veľké Bierovce - Zamarovce |